# Joanna Flockhart
Joanna Flockhart es una deportista británica que compitió en bádminton para Escocia en las modalidades de dobles y dobles mixto.
Ganó una medalla de bronce en el Campeonato Mundial de Bádminton de 1977 y dos medallas de bronce en el Campeonato Europeo de Bádminton, en los años 1976 y 1978.

## Palmarés internacional
| Representando a Escocia |                       |                   |              |
| Campeonato Mundial      |                       |                   |              |
| Año                     | Lugar                 | Medalla           | Prueba       |
| 1977                    | Malmö (Suecia)        | Medalla de bronce | Dobles mixto |
| Campeonato Europeo      |                       |                   |              |
| Año                     | Lugar                 | Medalla           | Prueba       |
| 1976                    | Dublín (Irlanda)      | Medalla de bronce | Dobles       |
| 1978                    | Preston (Reino Unido) | Medalla de bronce | Dobles mixto |